# 潁邑公主

颍邑公主（?—?），西汉公主，西汉汉元帝的女儿，她的生母不详。她嫁给了太常杜业。杜业是杜周的曾孙，杜延年的孙子，杜缓的儿子。颍邑公主没有儿子，杜业请求到京城与公主合葬，当时执政的大司马王莽不许。